# 良鶴洞駅
良鶴洞駅（ヤンハクトンえき）は、かつて慶尚北道浦項市北区にあった東海南部線の鉄道駅である。

## 歴史
- 1979年6月7日 : 営業開始。
- 2005年 7月1日 : 廃駅[1]。